# Naboj (orožje)
Naboj je vojaški izraz za pripravo, ki se uporablja pri streljanju in ki v osnovni obliki združuje kroglo, pogonsko polnitev in vžigalno kapico, ki se nahajajo znotraj tulca.

## Osnovno delovanje
Naboj se vstavi v cev strelnega orožja. Ko pritisnemo na sprožilec, sprožimo udarno iglo, ki udari po vžigalni kapici znotraj naboja. Ta povzroči vžig pogonske polnitve, ki začne sproščati velike količine plina. Pritisk, ki se pri tem ustvarja, povzroči odmik krogle od tulca, ki nadaljuje pot skozi cev in preko strelne linije do tarče. Tulec, ki preostane v mehanizmu, je treba pred ponovno polnitvijo odstraniti (npr. revolver) oz. ga samodejno odstrani mehanizem orožja (npr. jurišna puška).

## Imenovanje/označevanje nabojev
Za označevanje nabojev se danes uporabljajo trije sistemi:
- evropski: Uporablja se metrični sistem, pri čemer je oznaka sestavljena iz osnovnega kalibra orožja (npr. 8 mm), dolžine tulca (npr. 50 mm) in morebitne oznake R za naboje z robom in tako dobimo 8x50 R.
- angloameriški:Uporabljajo se oznake, pri čemer je osnovni kaliber orožja zapisan v inčih z ali brez pike (.50/50 za 12,7 mm) in dodatna oznaka (npr. leto uvedbe .30-06 (uveden 1906), ime konstruktorja (.500 Linebaugh),...).
- naboji za šibrenice: glej naboji za šibrenice

popravek:(R oznaka ne pomeni robni vžig ampak, da ima tulec rob, ki zaustavlja naboj, da nebi šel naprej po cevi. To se je uporabljalo pri starejših valjastih nabojih - ostalo je pa še danes v rabi.
Robni vžig pa imajo malokaliberski naboji Flobert.

## Sestavni deli
Sestavni deli sodobnih nabojev:
- krogla (oz. izstrelek)
plašč krogle
jedro krogle
- tulec
- pogonska polnitev
- netilka
- rob
- napis na dnu tulca